# Diplotriaena falconis
Espèce
Synonymes
- Triplotriaena falconis Connal, 1912 (protonyme)

Diplotriaena falconis est une espèce de nématodes de la famille des Diplotriaenidae et parasite d'oiseaux.

## Hôtes
Diplotriaena falconis parasite des rapaces, comme l'Épervier d'Europe (Accipiter nisus), le Faucon crécerelle (Falco tinnunculus) et le Caracara huppé (Caracara plancus).

## Taxinomie
L'espèce est décrite en 1912 par Andrew Connal sous le protonyme Triplotriaena falconis.